# Lista de membros do Conselho de Segurança das Nações Unidas
A Membresia do Conselho de Segurança das Nações Unidas consiste em cinco Membros Permanentes e dez Não-permanentes eleitos. Até 1966, havia seis membros eleitos, enquanto o grupo de Membros Permanentes não sofreu qualquer alteração desde o estabelecimento das Nações Unidas em 1945, exceto com relação à representação da China. Os membros eleitos possuem assento de dois anos de duração, sendo que metade destas vacâncias é reeleita a cada ano. Um certo número de membros é alocado para cada um dos cinco grupamentos regionais considerados pelas Nações Unidas de forma a garantir representação geográfica igualitária.

## Atuais membros

### Permanentes
| Estado         | Grupo Regional            | Adesão | Liderança                     | Representante                |
| -------------- | ------------------------- | ------ | ----------------------------- | ---------------------------- |
| China          | Ásia-Pacífico             | 1971   | Presidente Xi Jinping         | Zhang Jun                    |
| Estados Unidos | Europa Ocidental e Outros | 1946   | Presidente Joe Biden          | Linda Thomas-Greenfield      |
| França         | Europa Ocidental e Outros | 1946   | Presidente Emmanuel Macron    | Nicolas de Rivière           |
| Reino Unido    | Europa Ocidental e Outros | 1946   | Rei Carlos III do Reino Unido | Barbara Woodward             |
| Rússia         | Europa Oriental           | 1991   | Presidente Vladimir Putin     | Nebenzia Vassily Alekseevich |

### Não-permanentes
| Estado           | Grupo Regional            | Mandato   | Liderança                      | Representante                      |
| ---------------- | ------------------------- | --------- | ------------------------------ | ---------------------------------- |
| 🇩🇿 Argélia       | África                    | 2024-2025 | Presidente Abdelmajid Tebboune | Amar Bendjama                      |
| 🇰🇷 Coreia do Sul | Ásia-Pacífico             | 2024-2025 | Presidente Yoon Suk-yeol       | Joonkook Hwang                     |
| Equador          | América Latina e Caribe   | 2023-2024 | Presidente Guillermo Lasso     | Cristian Espinosa Cañizares        |
| 🇸🇮 Eslovênia     | Europa Oriental           | 2024-2025 | Presidente Nataša Pirc Musar   | Samuel Žbogar                      |
| 🇬🇾 Guiana        | América Latina e Caribe   | 2024-2025 | Presidente Irfaan Ali          | Carolyn Rodrigues-Birkett          |
| Japão            | Ásia-Pacífico             | 2023-2024 | Imperador Naruhito             | Ishikane Kimihiro                  |
| Malásia          | Europa Ocidental e Outros | 2023-2024 | Rei Abdullah de Pahang         | Dato’ Dr. Ahmad Faisal Bin Muhamad |
| Moçambique       | África                    | 2023-2024 | Presidente Filipe Nyusi        | Filipe Chidumo                     |
| 🇸🇱 Serra Leoa    | África                    | 2024-2025 | Presidente Julius Maada Bio    | Michael Imran Kanu                 |
| Suíça            | Europa Ocidental e Outros | 2023-2024 | Presidente Alain Berset        | Pascale Baeriswyl                  |

## Grupos Regionais
- Grupo Africano: 3 membros
- Grupo Ásia-Pacífico[16]: 2 membros
- Grupo Europa Oriental: 1 membro

Grupo Africano
Grupo Ásia-Pacífico
Grupo Europa Oriental
Grupo América Latina e Caribe
Grupo Europa Ocidental e Outros
Estado sem grupo
Estado ou território não-membro

- Grupo América Latina e Caribe: 2 membros
- Grupo Europa Ocidental e Outros: 2 membros; (pelo menos, um destes deve ser da Europa Ocidental.[17])

Além disto, um dos membros não-permanentes do conselho é uma nação árabe, alternadamente dos grupos Africano ou Ásia-Pacífico. Esta regra foi acrescido ao Sistema das Nações Unidas em 1967, passando a vigorar a partir de 1968.
A Assembleia Geral das Nações Unidas elege anualmente cinco novos membros para um mandato de dois anos; tais eleições tem início em outubro do respectivo ano e prosseguem até que dois terços da maioria do número de países para cada região tenha sido eleito. A reeleição consecutiva não é permitida a nenhuma nação. 

## Membresia por ano

### Permanentes
| Período       | Membros Permanentes        | Membros Permanentes | Membros Permanentes | Membros Permanentes | Membros Permanentes |
| ------------- | -------------------------- | ------------------- | ------------------- | ------------------- | ------------------- |
| 1945–1948     | República da China         | Estados Unidos      | França              | Reino Unido         | União Soviética     |
| 1949–1970     | República da China         | Estados Unidos      | França              | Reino Unido         | União Soviética     |
| 1971–1991     | República Popular da China | Estados Unidos      | França              | Reino Unido         | União Soviética     |
| 1992–presente | República Popular da China | Estados Unidos      | França              | Reino Unido         | Federação Russa     |

### Não-permanentes (1946-1965)
| Período | América Latina | América Latina | Commonwealth    | Europa Oriental e Ásia | Oriente Médio         | Europa Ocidental |
| ------- | -------------- | -------------- | --------------- | ---------------------- | --------------------- | ---------------- |
| 1946    | Brasil         | México         | Austrália       | Polónia                | Egito                 | Países Baixos    |
| 1947    | Brasil         | Colômbia       | Austrália       | Polónia                | Síria                 | Bélgica          |
| 1948    | Argentina      | Colômbia       | Canadá          | Ucrânia                | Síria                 | Bélgica          |
| 1949    | Argentina      | Cuba           | Canadá          | Ucrânia                | Egito                 | Noruega          |
| 1950    | Equador        | Cuba           | Índia           | Iugoslávia             | Egito                 | Noruega          |
| 1951    | Equador        | Brasil         | Índia           | Iugoslávia             | Turquia               | Países Baixos    |
| 1952    | Chile          | Brasil         | Paquistão       | Grécia                 | Turquia               | Países Baixos    |
| 1953    | Chile          | Colômbia       | Paquistão       | Grécia                 | Líbano                | Dinamarca        |
| 1954    | Brasil         | Colômbia       | Nova Zelândia   | Turquia                | Líbano                | Dinamarca        |
| 1955    | Brasil         | Peru           | Nova Zelândia   | Turquia                | Irão                  | Bélgica          |
| 1956    | Cuba           | Peru           | Austrália       | Iugoslávia             | Irão                  | Bélgica          |
| 1957    | Cuba           | Colômbia       | Austrália       | Filipinas              | Iraque                | Suécia           |
| 1958    | Panamá         | Colômbia       | Canadá          | Japão                  | Iraque                | Suécia           |
| 1959    | Panamá         | Argentina      | Canadá          | Japão                  | Tunísia               | Itália           |
| 1960    | Equador        | Argentina      | Ceilão          | Polónia                | Tunísia               | Itália           |
| 1961    | Equador        | Chile          | Ceilão          | Turquia                | República Árabe Unida | Libéria          |
| 1962    | Venezuela      | Chile          | Gana            | Roménia                | República Árabe Unida | Irlanda          |
| 1963    | Venezuela      | Brasil         | Gana            | Filipinas              | Marrocos              | Noruega          |
| 1964    | Bolívia        | Brasil         | Costa do Marfim | Checoslováquia         | Marrocos              | Noruega          |
| 1965    | Bolívia        | Uruguai        | Costa do Marfim | Malásia                | Jordânia              | Países Baixos    |

### Não-permanentes (1966-atualidade)
| Período | Grupo Africano     | Grupo Africano     | Grupo Africano  | Ásia-Pacífico          | Ásia-Pacífico | América Latina e Caribe  | América Latina e Caribe | Europa Ocidental e Outros | Europa Ocidental e Outros | Europa Oriental      |
| ------- | ------------------ | ------------------ | --------------- | ---------------------- | ------------- | ------------------------ | ----------------------- | ------------------------- | ------------------------- | -------------------- |
| 1966    | Mali               | Nigéria            | Uganda          | Japão                  | Jordânia      | Argentina                | Uruguai                 | Países Baixos             | Nova Zelândia             | Bulgária             |
| 1967    | Mali               | Nigéria            | Etiópia         | Japão                  | Índia         | Argentina                | Brasil                  | Canadá                    | Dinamarca                 | Bulgária             |
| 1968    | Argélia            | Senegal            | Etiópia         | Paquistão              | Índia         | Paraguai                 | Brasil                  | Canadá                    | Dinamarca                 | Hungria              |
| 1969    | Argélia            | Senegal            | Zâmbia          | Paquistão              | Nepal         | Paraguai                 | Colômbia                | Finlândia                 | Espanha                   | Hungria              |
| 1970    | Burundi            | Serra Leoa         | Zâmbia          | Síria                  | Nepal         | Nicarágua                | Colômbia                | Finlândia                 | Espanha                   | Polônia              |
| 1971    | Burundi            | Serra Leoa         | Somália         | Síria                  | Japão         | Nicarágua                | Argentina               | Bélgica                   | Itália                    | Polônia              |
| 1972    | Guiné              | Sudão              | Somália         | Índia                  | Japão         | Panamá                   | Argentina               | Bélgica                   | Itália                    | Ioguslávia           |
| 1973    | Guiné              | Sudão              | Quênia          | Índia                  | Indonésia     | Panamá                   | Peru                    | Austrália                 | Áustria                   | Ioguslávia           |
| 1974    | Camarões           | Mauritânia         | Quênia          | Iraque                 | Indonésia     | Costa Rica               | Peru                    | Austrália                 | Áustria                   | Bielorrússia         |
| 1975    | Camarões           | Mauritânia         | Tanzânia        | Iraque                 | Japão         | Costa Rica               | Guiana                  | Itália                    | Suécia                    | Bielorrússia         |
| 1976    | Benim              | Líbia              | Tanzânia        | Paquistão              | Japão         | Panamá                   | Guiana                  | Itália                    | Suécia                    | Romênia              |
| 1977    | Benim              | Líbia              | Maurícia        | Paquistão              | Índia         | Panamá                   | Venezuela               | Canadá                    | Alemanha Ocidental        | Romênia              |
| 1978    | Gabão              | Nigéria            | Maurícia        | Kuwait                 | Índia         | Bolívia                  | Venezuela               | Canadá                    | Alemanha Ocidental        | Checoslováquia       |
| 1979    | Gabão              | Nigéria            | Zâmbia          | Kuwait                 | Bangladesh    | Bolívia                  | Jamaica                 | Noruega                   | Portugal                  | Checoslováquia       |
| 1980    | Níger              | Tunísia            | Zâmbia          | Filipinas              | Bangladesh    | México                   | Jamaica                 | Noruega                   | Portugal                  | Alemanha Oriental    |
| 1981    | Níger              | Tunísia            | Uganda          | Filipinas              | Japão         | México                   | Panamá                  | Irlanda                   | Espanha                   | Alemanha Oriental    |
| 1982    | Togo               | Zaire              | Uganda          | Jordânia               | Japão         | Guiana                   | Panamá                  | Irlanda                   | Espanha                   | Polônia              |
| 1983    | Togo               | Zaire              | Zimbabwe        | Jordânia               | Paquistão     | Guiana                   | Nicarágua               | Malta                     | Países Baixos             | Polônia              |
| 1984    | Burquina Fasso     | Egito              | Zimbabwe        | Índia                  | Paquistão     | Peru                     | Nicarágua               | Malta                     | Países Baixos             | RSS Ucraniana        |
| 1985    | Burquina Fasso     | Egito              | Madagáscar      | Índia                  | Tailândia     | Peru                     | Trinidad e Tobago       | Austrália                 | Dinamarca                 | RSS Ucraniana        |
| 1986    | República do Congo | Gana               | Madagáscar      | Emirados Árabes Unidos | Tailândia     | Venezuela                | Trinidad e Tobago       | Austrália                 | Dinamarca                 | Bulgária             |
| 1987    | República do Congo | Gana               | Zâmbia          | Emirados Árabes Unidos | Japão         | Venezuela                | Argentina               | Alemanha Ocidental        | Itália                    | Bulgária             |
| 1988    | Argélia            | Senegal            | Zâmbia          | Nepal                  | Japão         | Brasil                   | Argentina               | Alemanha Ocidental        | Itália                    | Iugoslávia           |
| 1989    | Argélia            | Senegal            | Etiópia         | Nepal                  | Malásia       | Brasil                   | Colômbia                | Canadá                    | Finlândia                 | Iugoslávia           |
| 1990    | Costa do Marfim    | Zaire              | Etiópia         | Iêmen                  | Malásia       | Cuba                     | Colômbia                | Canadá                    | Finlândia                 | Romênia              |
| 1991    | Costa do Marfim    | Zaire              | Zimbabwe        | Iêmen                  | Índia         | Cuba                     | Equador                 | Áustria                   | Bélgica                   | Romênia              |
| 1992    | Cabo Verde         | Marrocos           | Zimbabwe        | Japão                  | Índia         | Venezuela                | Equador                 | Áustria                   | Bélgica                   | Hungria              |
| 1993    | Cabo Verde         | Marrocos           | Djibuti         | Japão                  | Paquistão     | Venezuela                | Brasil                  | Nova Zelândia             | Espanha                   | Hungria              |
| 1994    | Nigéria            | Ruanda             | Djibuti         | Omã                    | Paquistão     | Argentina                | Brasil                  | Nova Zelândia             | Espanha                   | Chéquia              |
| 1995    | Nigéria            | Ruanda             | Botswana        | Omã                    | Indonésia     | Argentina                | Honduras                | Alemanha                  | Itália                    | Chéquia              |
| 1996    | Egito              | Guiné-Bissau       | Botswana        | Coreia do Sul          | Indonésia     | Chile                    | Honduras                | Alemanha                  | Itália                    | Polônia              |
| 1997    | Egito              | Guiné-Bissau       | Quênia          | Coreia do Sul          | Japão         | Chile                    | Costa Rica              | Portugal                  | Suécia                    | Polônia              |
| 1998    | Gabão              | Gâmbia             | Quênia          | Bahrein                | Japão         | Brasil                   | Costa Rica              | Portugal                  | Suécia                    | Eslovênia            |
| 1999    | Gabão              | Gâmbia             | Namíbia         | Bahrein                | Malásia       | Brasil                   | Argentina               | Canadá                    | Países Baixos             | Eslovênia            |
| 2000    | Mali               | Tunísia            | Namíbia         | Bangladesh             | Malásia       | Jamaica                  | Argentina               | Canadá                    | Países Baixos             | Ucrânia              |
| 2001    | Mali               | Tunísia            | Ilhas Maurícias | Bangladesh             | Singapura     | Jamaica                  | Colômbia                | Irlanda                   | Noruega                   | Ucrânia              |
| 2002    | Camarões           | Guiné              | Ilhas Maurícias | Síria                  | Singapura     | México                   | Colômbia                | Irlanda                   | Noruega                   | Bulgária             |
| 2003    | Camarões           | Guiné              | Angola          | Síria                  | Paquistão     | México                   | Chile                   | Alemanha                  | Espanha                   | Bulgária             |
| 2004    | Argélia            | Benim              | Angola          | Filipinas              | Paquistão     | Brasil                   | Chile                   | Alemanha                  | Espanha                   | Romênia              |
| 2005    | Argélia            | Benim              | Tanzânia        | Filipinas              | Japão         | Brasil                   | Argentina               | Dinamarca                 | Grécia                    | Romênia              |
| 2006    | Gana               | República do Congo | Tanzânia        | Catar                  | Japão         | Peru                     | Argentina               | Dinamarca                 | Grécia                    | Eslováquia           |
| 2007    | Gana               | República do Congo | África do Sul   | Catar                  | Indonésia     | Peru                     | Panamá                  | Bélgica                   | Itália                    | Eslováquia           |
| 2008    | Burquina Fasso     | Líbia              | África do Sul   | Vietnã                 | Indonésia     | Costa Rica               | Panamá                  | Bélgica                   | Itália                    | Croácia              |
| 2009    | Burquina Fasso     | Líbia              | Uganda          | Vietnã                 | Japão         | Costa Rica               | México                  | Áustria                   | Turquia                   | Croácia              |
| 2010    | Gabão              | Nigéria            | Uganda          | Líbano                 | Japão         | Brasil                   | México                  | Áustria                   | Turquia                   | Bósnia e Herzegovina |
| 2011    | Gabão              | Nigéria            | África do Sul   | Líbano                 | Índia         | Brasil                   | Colômbia                | Alemanha                  | Portugal                  | Bósnia e Herzegovina |
| 2012    | Marrocos           | Togo               | África do Sul   | Paquistão              | Índia         | Guatemala                | Colômbia                | Alemanha                  | Portugal                  | Azerbaijão           |
| 2013    | Marrocos           | Togo               | Ruanda          | Paquistão              | Coreia do Sul | Guatemala                | Argentina               | Austrália                 | Luxemburgo                | Azerbaijão           |
| 2014    | Chade              | Nigéria            | Ruanda          | Jordânia               | Coreia do Sul | Chile                    | Argentina               | Austrália                 | Luxemburgo                | Lituânia             |
| 2015    | Chade              | Nigéria            | Angola          | Jordânia               | Malásia       | Chile                    | Venezuela               | Nova Zelândia             | Espanha                   | Lituânia             |
| 2016    | Egito              | Senegal            | Angola          | Japão                  | Malásia       | Uruguai                  | Venezuela               | Nova Zelândia             | Espanha                   | Ucrânia              |
| 2017    | Egito              | Senegal            | Etiópia         | Japão                  | Cazaquistão   | Uruguai                  | Bolívia                 | Itália                    | Suécia                    | Ucrânia              |
| 2018    | Costa do Marfim    | Guiné Equatorial   | Etiópia         | Kuwait                 | Cazaquistão   | Peru                     | Bolívia                 | Países Baixos             | Suécia                    | Polônia              |
| 2019    | Costa do Marfim    | Guiné Equatorial   | África do Sul   | Kuwait                 | Indonésia     | Peru                     | República Dominicana    | Alemanha                  | Bélgica                   | Polônia              |
| 2020    | Níger              | Tunísia            | África do Sul   | Vietname               | Indonésia     | São Vicente e Granadinas | República Dominicana    | Alemanha                  | Bélgica                   | Estónia              |
| 2021    | Níger              | Tunísia            | Quênia          | Vietname               | Índia         | São Vicente e Granadinas | México                  | Noruega                   | Irlanda                   | Estónia              |
| 2022    | Gabão              | Gana               | Quênia          | Emirados Árabes Unidos | Índia         | Brasil                   | México                  | Noruega                   | Irlanda                   | Albânia              |
| 2023    | Gabão              | Gana               | Moçambique      | Emirados Árabes Unidos | Japão         | Brasil                   | Equador                 | Malásia                   | Suíça                     | Albânia              |
| 2024    | Argélia            | Serra Leoa         | Moçambique      | Coreia do Sul          | Japão         | Guiana                   | Equador                 | Malásia                   | Suíça                     | Eslovênia            |